# واين ستيفنسون
واين ستيفنسون هو لاعب هوكي الجليد كندي، ولد في 29 يناير 1945 في Fort William, Ontario ‏ في كندا، وتوفي في 22 يونيو 2010 في ماديسون في الولايات المتحدة.

## وصلات خارجية
- واين ستيفنسون على موقع دوري الهوكي الوطني (الإنجليزية)
- واين ستيفنسون على موقع قاعة مشاهير الهوكي (لاعب أن.إتش.أل) (الإنجليزية)
- واين ستيفنسون على موقع EliteProspects.com (الإنجليزية)
- واين ستيفنسون على موقع HockeyDB.com (الإنجليزية)
- واين ستيفنسون على موقع Hockey-Reference.com (الإنجليزية)
- واين ستيفنسون على موقع أوليمبيديا (الإنجليزية)